# H.225.0
H.225.0 es un protocolo de comunicaciones de la familia de protocolos H.323, utilizados comúnmente para Voz sobre IP y para videoconferencia basada en el protocolo IP.
El principal objetivo de H.225.0 es la definición de mensajes:
- Señalización de llamada: establecimiento, control y finalización de una llamada H.323. La señalización H.225.0 está basada en los procedimientos de establecimiento de llamada de RDSI, Recomendación Q.931.

- Señalización RAS: lleva a cabo los procedimientos de registro, admisión, cambios de ancho de banda, estado y desconexión entre puntos finales y un Gatekeeper H.323. La función de señalización RAS usa un canal separado (canal RAS). Este conjunto de mensajes recibe el nombre de Registro, Admisión y Estado (del inglés Registration, Admission and Status - RAS).

Los mensajes son codificados de acuerdo a las Normas de Codificación de Paquetes (del inglés Packed Encoding Rules - PER) de la norma ASN.1.
La estructura de H.225 sigue el estándar Q.931 tal y como se ve en la siguiente tabla:
| 8                              | 7                              | 6                              | 5                              | 4                                         | 3                                         | 2                                         | 1                                         | Octeto |
| Discriminador de Protocolo     | Discriminador de Protocolo     | Discriminador de Protocolo     | Discriminador de Protocolo     | Discriminador de Protocolo                | Discriminador de Protocolo                | Discriminador de Protocolo                | Discriminador de Protocolo                | 1      |
| 0                              | 0                              | 0                              | 0                              | Longitud de bits de referencia de llamada | Longitud de bits de referencia de llamada | Longitud de bits de referencia de llamada | Longitud de bits de referencia de llamada | 2      |
| Valor de referencia de llamada | Valor de referencia de llamada | Valor de referencia de llamada | Valor de referencia de llamada | Valor de referencia de llamada            | Valor de referencia de llamada            | Valor de referencia de llamada            | Valor de referencia de llamada            | 3 (-4) |
| 0                              | Tipo de mensaje                | Tipo de mensaje                | Tipo de mensaje                | Tipo de mensaje                           | Tipo de mensaje                           | Tipo de mensaje                           | Tipo de mensaje                           |        |
| Elementos de información       |                                |                                |                                |                                           |                                           |                                           |                                           |        |
| Estructura H.225               |                                |                                |                                |                                           |                                           |                                           |                                           |        |